# Bayt al-Ḥikma
Bayt al-Ḥikma (ovvero "la Casa della Sapienza", in arabo بيت الحكمة‎?) è il nome dato a una delle più importanti istituzioni culturali del mondo arabo-islamico, fulcro dell'epoca d'oro islamica.

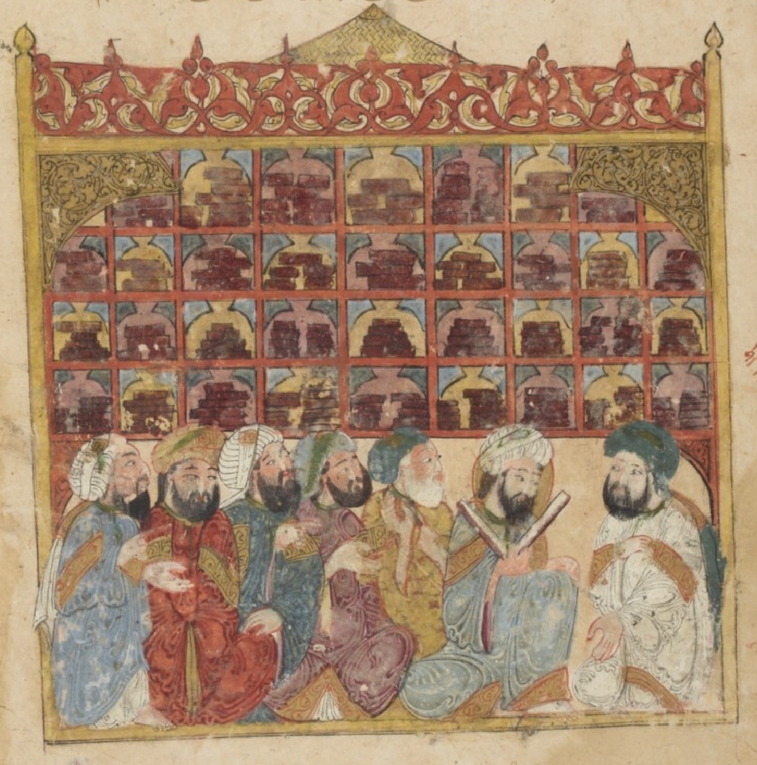
Uno studioso islamico tiene una lezione ad alcuni allievi nella biblioteca (miniatura di Yahya ibn Mahmud al-Wasiti)

## Descrizione
Nata inizialmente a Baghdad come biblioteca privata del califfo abbaside Hārūn al-Rashīd, la Bayt al-Ḥikma fu grandemente ampliata a partire dall'832 da suo figlio e successore al-Maʾmūn che la affidò alle cure di Sahl b. Hārūn e di Salm, dotandola di un patrimonio librario che raggiunse, al momento della sua massima acme, la cifra di quasi mezzo milione di volumi. Cifra che in sé è del tutto ragguardevole anche se si trascurasse il fatto che ogni volume poteva ospitare (e, di fatto, assai spesso ospitava) due o più opere, molto sovente scritte in margine, secondo una logica di accostamento concettuale diventata poi classica nella storia dell'editoria, manoscritta e non, arabo-islamica. Così - solo a titolo esemplificativo - si usava pubblicare congiuntamente (e ciò accade ancor oggi) le opere mistiche di ʿAbd al-Ghānī al-Nābulusī e di Ibn Sīrīn, ovvero quelle naturalistico-sapienziali di Abū Yaḥyā al-Qazwīnī e di Al-Damîrî.
La novità della Bayt al-Ḥikma non era peraltro solo quella di costituire la più grande biblioteca del mondo arabo-islamico (in un'epoca in cui le più accreditate biblioteche cristiane latine non giungevano neppure al migliaio di esemplari, tra l'altro d'interesse quasi esclusivamente religioso, visto il sospetto con cui la Chiesa guardava le opere dell'antica saggezza "pagana"), con opere in lingua greca, siriaca, ebraica, copta, medio-persiana e sanscrita, ma anche quella di servire come università pubblica dove svolgere corsi d'istruzione superiore e, nel caso della disciplina medica, di far funzionare un ospedale (bīmāristān) cui avevano libero e gratuito accesso tutti i malati, di ogni sesso e civiltà.
Come nosocomio la Bayt al-Ḥikma aveva un modello straordinario cui ispirarsi: quello di Jundīshāpūr dove, fin dall'epoca sasanide si era andata raccogliendo tutta la più avanzata conoscenza medica del tempo: da quella persiana stessa a quella greca, da quella indiana a quella siriaca.
Ebbe anche un osservatorio astronomico, scienza prediletta in ambito islamico e sostenuta dagli studi d'età ellenistica, dell'età persiana sasanide e da quelli indiani; in questa sede furono migliorate le tavole astronomiche risalenti all'età sasanide e che erano note come Zīj Sind Hind (in arabo زيج ﺳﻨﺪ ﻫﻨﺪ‎?, ossia "Tavole astronomiche del Sind e dell'Hind"), che costituirono un progresso rispetto a quelle risalenti a Claudio Tolomeo e che, alla fine del XV secolo, saranno usate da Cristoforo Colombo per la sua navigazione oceanica verso le Indie Occidentali.
La Bayt al-Ḥikma non sopravvisse ai vari sconquassi subiti dalla capitale abbaside: incendi, guerre civili e, infine, nel 1258, la devastante irruzione dei Mongoli di Hulegu con la presa di Baghdad.
Il numero di volumi perduti per sempre è difficilmente quantificabile, anche in considerazione delle coeve biblioteche: dalla cairota Dār al-Ḥikma ("Sede della Sapienza") fatimide a quella omayyade di al-Andalus, voluta dal califfo al-Ḥakam II, oltre a quelle di privati che, come fu il caso di un bibliofilo di Cordova, superavano per quantità la stessa biblioteca califfale cordovana.

## Esponenti illustri
Alcune delle personalità più eminenti che contribuirono alla vita del Bayt al-Ḥikma:
- al-Khwārizmī (780-850 ca.)- Le sue opere ebbero grande influsso sull'Europa medioevale, dal suo nome viene il termine moderno di algoritmo mentre dall'inizio del titolo di una sua opera (che di per sé significa "diversità") è derivato il termine algebra. Fu noto col nome di Algorizmi nell'Occidente latino.
- al-Kindī (801-873) - Introdusse la filosofia greca nel mondo arabo, fu pioniere della crittografia e dell'uso della musica in medicina, noto in Europa come Alchindus o Alkindus.
- I fratelli Banū Mūsā - Ja'far Muhammad ibn Mūsā ibn Shākir (800-873 ca.), Ahmad ibn Mūsā ibn Shākir (805-873) e al-Hasan ibn Mūsā ibn Shākir - matematici e ingegneri, così chiamati perché figli di Mūsā ibn Shākir, un astrologo della corte del califfo al-Maʾmūn, che furono tra i primi a spingere oltre i risultati classici della matematica greca e porre le basi della matematica araba e persiana[1]
- Ḥunayn b. Isḥāq (808-873)- medico, cristiano nestoriano, conosciuto nel mondo arabo come il grande traduttore, in Europa come Johannitius, tradusse in arabo gli Elementi di Euclide.[2]
- Thābit b. Qurrā (830-901) - conosciuto in Europa come Thebit, matematico e astronomo, fu uno dei primi riformatori del Sistema tolemaico, in meccanica è considerato il fondatore della statica, scrisse in arabo e siriaco, si occupò di teoria dei numeri, di geometria nella tradizione greca, scrisse dei quadrati magici nella tradizione matematica cinese.[3]
- al-Rāzī (865-925) - medico, chimico/alchimista e filosofo, di origine persiana, fu il primo a descrivere il vaiolo e l'asma allergica. Fu noto in Europa come Rhazes.
- Abū Bishr Mattā ibn Yūnus (m. 940 ca.) - traduttore dal siriaco all'arabo, maestro di al-Fārābī (870-950 ca.), noto questi come Abunaser o Alpharabius.[4]

## La teoria minimalista di Gutas
Alla Bayt al-Ḥikma ha dedicato alcune pagine Dimitri Gutas nel suo Pensiero greco e cultura araba. In esse lo studioso statunitense esprime tutto il suo scetticismo circa la reale ampiezza, se non proprio esistenza, dell'istituzione califfale, che egli è propenso a credere fosse comunque stata assai più contenuta rispetto a quanto tramandato dalle tradizioni sunnite, spesso suffragate da una scarsa documentazione (anche se occorre ricordare che tra queste ultime figurano personalità di spicco quali Ibn al-Nadīm, col suo Fihrist, e Yāqūt, col suo Irshād al-arīb ilā maʿrifat al-adīb) Anche ammettendone l'esistenza, Gutas è propenso a credere che la Bayt al-Ḥikma non fosse tanto diversa per dimensioni dalle istituzioni bibliotecarie, già esistenti in età sasanide, che non erano altro che depositi relativamente contenuti di opere storiche, riguardanti la Persia, riscritte in versi poetici. L'ipotesi di Gutas potrebbe trovare un qualche conforto nella tradizione islamica che riferisce della costruzione di una Khizānat al-Ḥikma (Tesoro della sapienza), prodromo della successiva Bayt al-Ḥikma, da parte del Califfo abbaside Hārūn al-Rashīd, la cui dimensione contenuta era in effetti quella tipica di una biblioteca "privata".
Dominique Sourdel non appare tuttavia altrettanto dubbioso nel lemma da lui curato sulla Bayt al-Ḥikma per l'Encyclopaedia of Islam, quando ricorda come in quello stesso III secolo dell'Egira/IX secolo, «several scientific libraries, owing their existence to private initiative», mentre un ulteriore elemento di perplessità circa il radicale scetticismo di Gutas deriva infine dalla costruzione al Cairo, di due secoli successiva, da parte della fortemente antagonistica e concorrenziale dinastia califfale fatimide, di una Dār al-Ḥikma, organizzata visibilmente sul medesimo modello dell'istituzione abbaside, così come descritto dalla tradizione islamica sciita.